# لونا 6
لونا 6 ، أو إي-6 رقم 7 (سلسلة يي-6)، كانت مركبة فضائية سوفيتية غير مأهولة، كان من المقرر أن تهبط على سطح القمر كجزء من برنامج لونا. بسبب فشل مناورة تصحيح المسار في منتصف الرحلة، لم تتمكن لونا 6 من الهبوط، فحلقت فوق القمر على مسافة 160,000 كيلومتر (99,000 ميل) .

## الإطلاق
أُطلقت لونا 6 بصاروخ حامل من طراز مولنيا-إم من الموقع 1/5 في قاعدة بايكونور الفضائية. أُطلقت المركبة الفضائية في تمام الساعة 7:40 بالتوقيت العالمي المنسق في 8 يونيو 1965، حيث دخلت المركبة الفضائية والمرحلة العليا من بلوك إل مدارًا أرضيًا منخفضًا، قبل أن تدفع المرحلة العليا المركبة الفضائية إلى مدار شمسي مارة بالقمر.

## فشل
استمرت مهمة لونا 6 كما هو مخطط لها حتى إجراء تصحيح منتصف المسار المقرر في وقت متأخر من 9 يونيو. ورغم أن المحرك الرئيسي للمركبة الفضائية S5.5A اشتعل في الوقت المحدد، إلا أنه لم يتوقف واستمر في الاشتعال حتى نفد مخزون الوقود. وخلص تحقيق لاحق إلى أن المشكلة ناجمة عن أمر أُرسل عن طريق الخطأ إلى المؤقت الذي أمر بإيقاف المحرك الرئيسي.
على الرغم من عدم قدرة المركبة الفضائية على الهبوط على سطح القمر، استخدمها المراقبون لمحاكاة هبوط؛ وهي مهمة أُنجزت بنجاح. حلقت لونا 6 بالقرب من القمر في وقت متأخر من يوم 11 يونيو، بأقرب مسافة بلغت 159,612.8 كيلومتر (99,178.8 ميل). بقي الاتصال حتى مسافة 600,000 كيلومتر (370,000 ميل) من الأرض.